# 适可而止 (政党)
适可而止是塞尔维亚的一个议会外的保守主义、主权主义、右翼民粹主义和欧洲怀疑主义政治组织，曾主张自由主义、改良主义，于2014年1月27日围绕前经济部长萨莎·拉杜洛维奇及其来自该部的同僚成立。

## 历史
该党于于2014年1月27日成立，2014年塞尔维亚议会选举时该党成立不到两个月，该党参选并赢得了2.09%的选票。在2016年初的另一次议会选举中，该党赢得了6.02%选票（227,626票），在国民议会赢得了16个席位。
2017年2月，国民议会中的“足够了–重启”组织失去了三名成员，当时亚历山德拉·乔亚布拉贾、乔万·乔瓦诺维奇和索尼娅·巴甫洛维奇离开，成立了一个名为“公民平台”的组织。该党推选萨莎·拉杜洛维奇为选举候选人参加2017年塞尔维亚总统选举，以51,651票（1.41%）排名第7。